# Hypoprepia fucosa
Hypoprepia fucosa är en fjärilsart som beskrevs av Jacob Hübner 1825. Hypoprepia fucosa ingår i släktet Hypoprepia och familjen björnspinnare. Inga underarter finns listade i Catalogue of Life.

## Bildgalleri

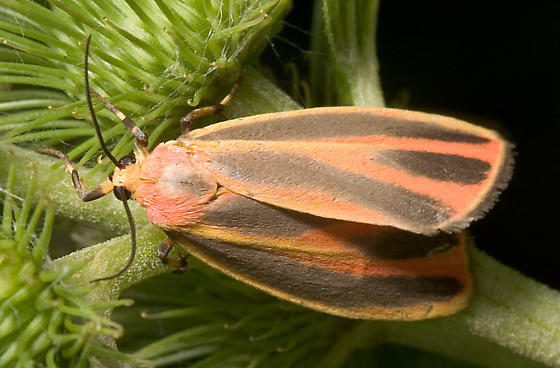
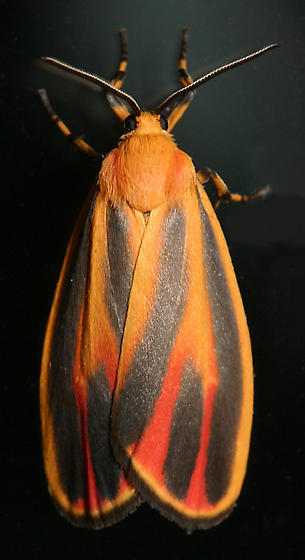
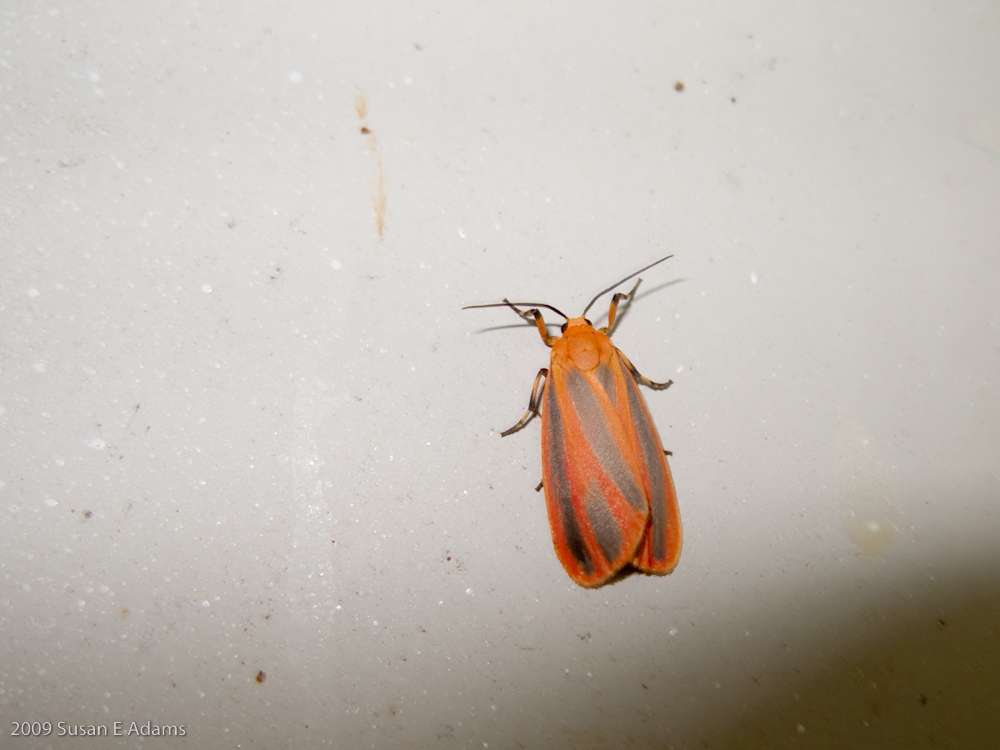